# Roustvélologie
 (avril 2021).
La rustvélologie ou roustvélologie - ou plutôt la roustavélologie,, -  (en géorgien : რუსთველოლოგია) est l'étude de l'écrivain géorgien Chota Roustavéli et de son œuvre Le Chevalier à la peau de panthère (en géorgien : ვეფხისტყაოსანი), considérée comme un joyau de la littérature médiévale mondiale. Chota Roustavéli était sûrement un ministre de la reine Tamar de Géorgie du XIIe siècle ; toutefois très peu d'informations nous sont parvenues à son sujet.

## Les rustvélologues célèbres
- Élie le Juste
- Marie-Félicité Brosset[7]